# Vršovické náměstí
Vršovické náměstí je prostor v Praze-Vršovicích sousedící s Moskevskou ulicí a obklopený několika pozoruhodnými stavbami. Od západní strany náměstí ve směru hodinových ručiček to jsou kostel sv. Mikuláše a vedlejší fara, v ohybu Moskevské ulice bývalá Občanská záložna, tzv. Rangherka (Vršovický zámeček, někdy i Vršovická radnice), Husův sbor a Vršovická sokolovna.

## Umístění a popis
Náměstí je jižně pod Moskevskou ulicí, u křižovatek Moskevské s ulicemi Sportovní a Rostovská. Mezi těmito křižovatkami a budovou Vršovické sokolovny je nevelký parčík. Parkově upravené je i okolí kostela sv. Mikuláše, svah pod Rangherkou a okolí Husova sboru.

## Galerie

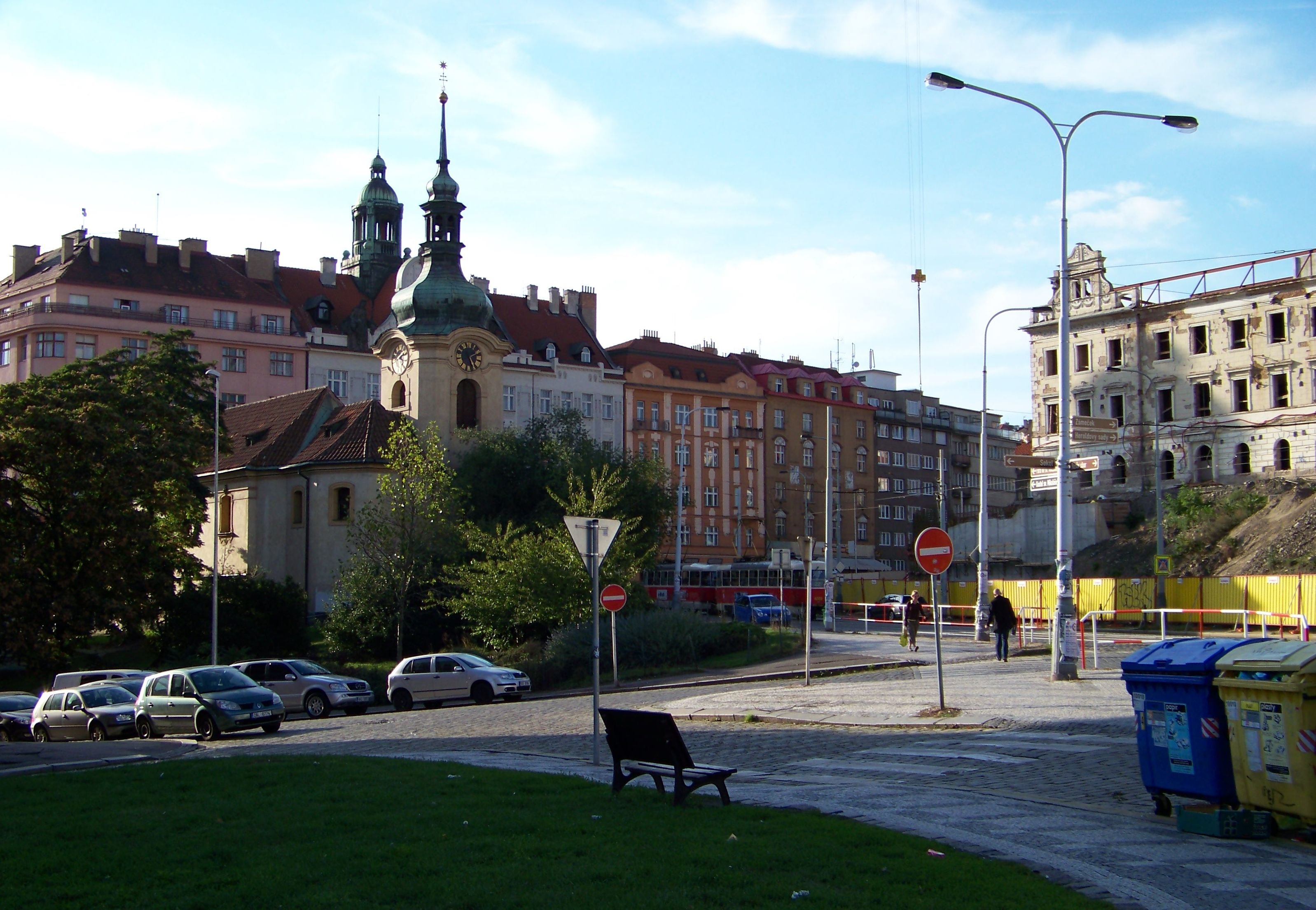
Kostel svatého Mikuláše, pohled od parčíku k sevorozápadu (2013)
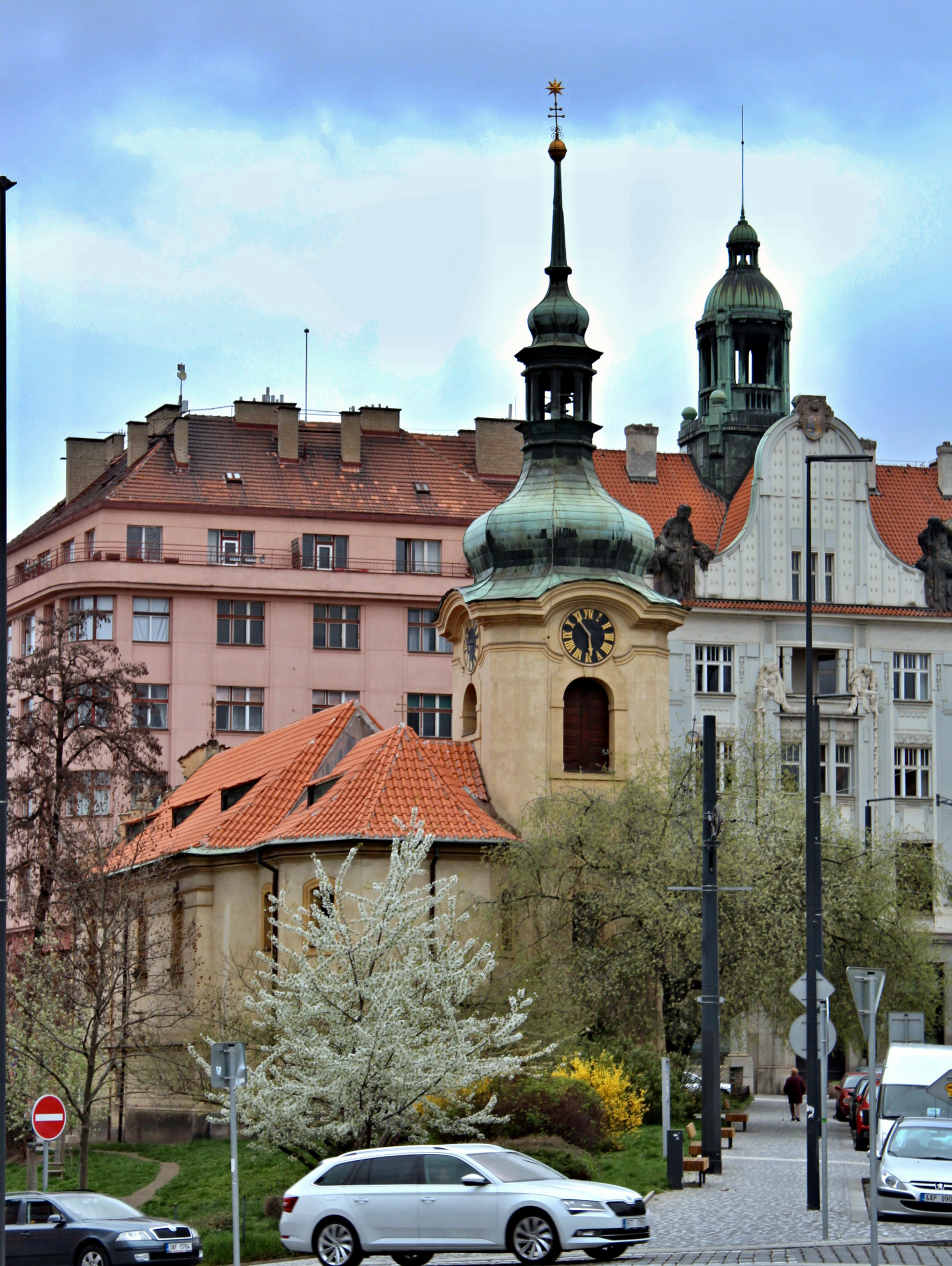
Sv. Mikuláš (2016)
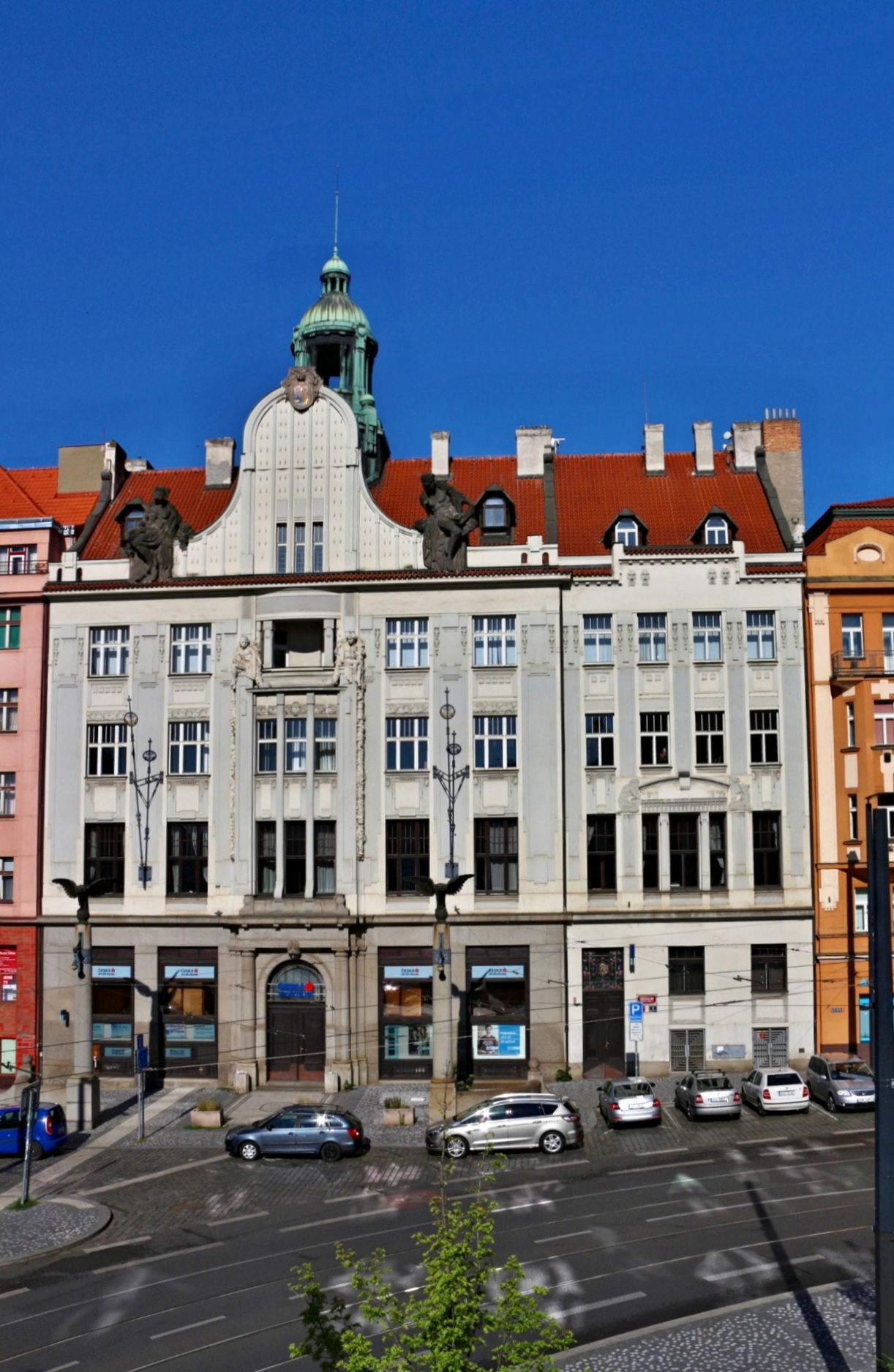
Vršovická záložna (2017)
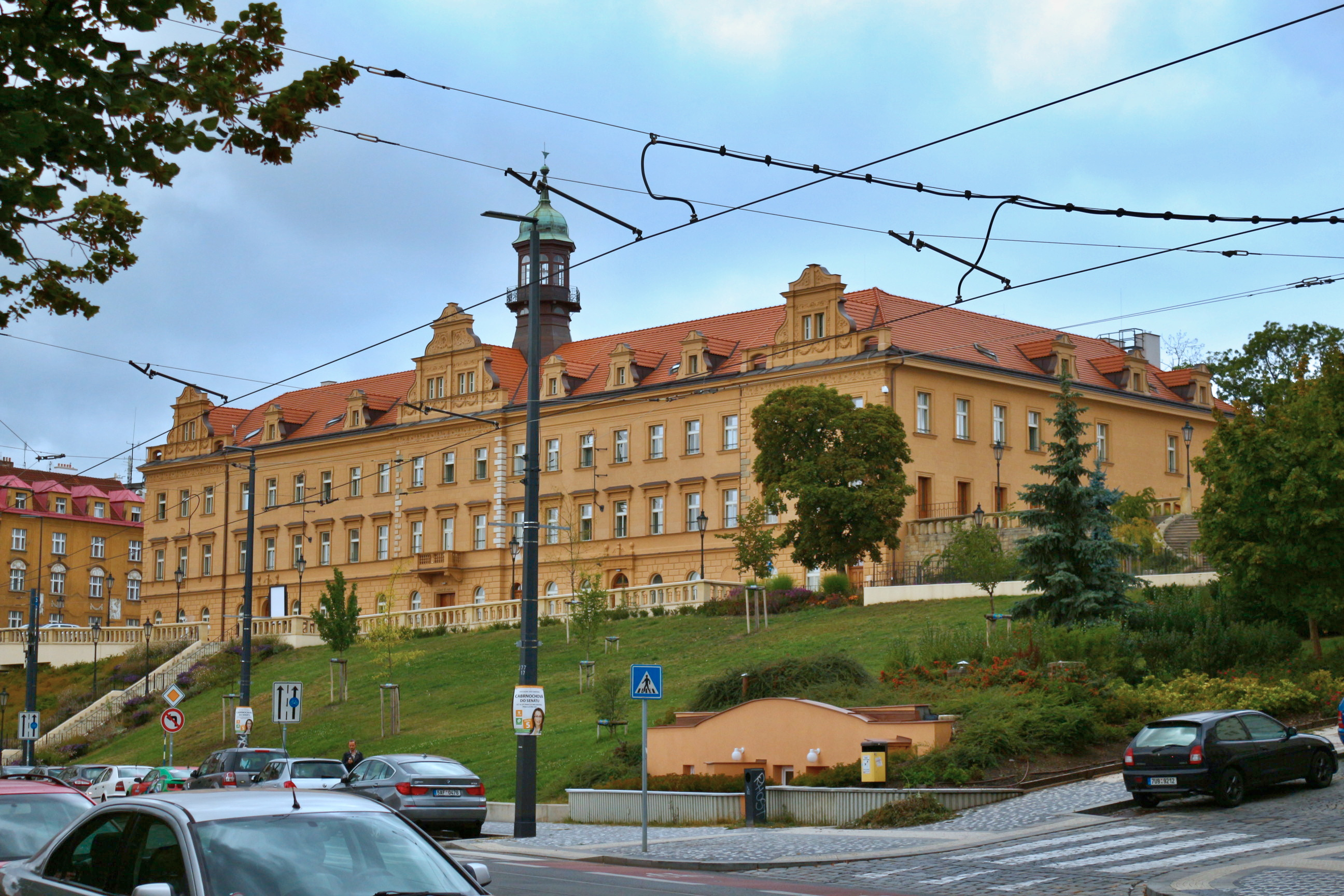
Rangherka (2016)
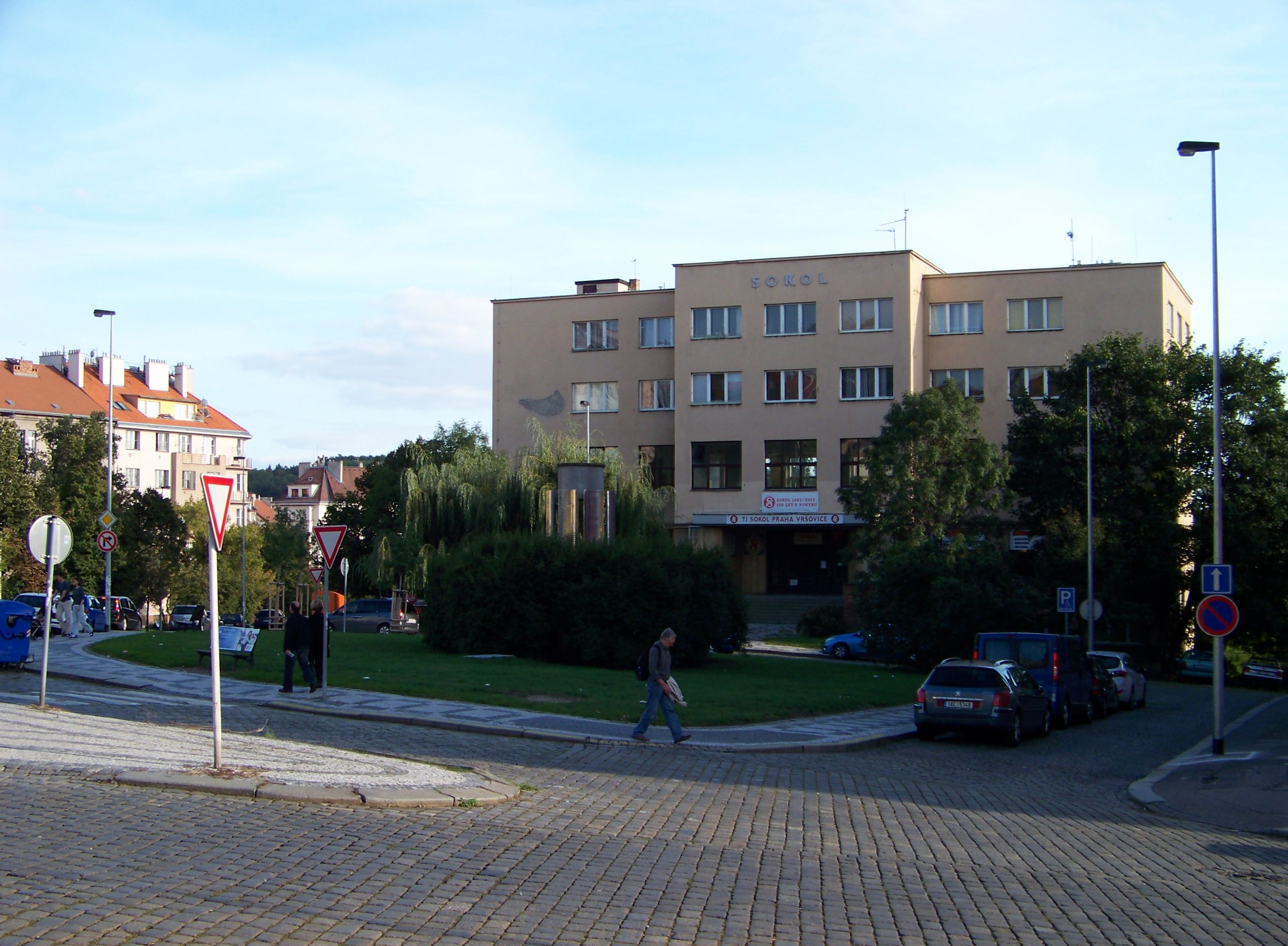
Pohled přes parčík k sokolovně (2013)